# Hedvig Lindahl
Hedvig Lindahl (Katrineholm, 1983. április 29. –) olimpiai ezüstérmes svéd női válogatott labdarúgó. Az Atlético Madrid kapusa.

## Sikerei, díjai

### Klubcsapatokban
Svéd kupagyőztes (2):
- Linköpings (2): 2006, 2008

 Angol bajnok (1):
- Chelsea (1): 2015

 Angol kupagyőztes (2):
- Chelsea (2): 2015, 2018

 Német bajnok (1):
- VfL Wolfsburg (1): 2019–20

 Német kupagyőztes (1):
- VfL Wolfsburg (1): 2020

 Spanyol szuperkupa-győztes (1):
- Atlético Madrid (1): 2021

### A válogatottban
Svédország
- Világbajnoki bronzérmes (2): 2011, 2019
- Olimpiai ezüstérmes (2): 2016, 2020[2]
- Algarve-kupa győztes: 2018

### Egyéni
- Az év játékosa (Gyémántlabda-díj): 2015, 2016